# 福浦インターチェンジ
福浦インターチェンジ（ふくうらインターチェンジ）は、神奈川県足柄下郡湯河原町にある、真鶴道路のインターチェンジである。小田原方面入口、熱海方面出口のみのハーフICである。

## 道路
- 真鶴道路

福浦ICの出路と街路からの入路が本線南側で合流し、本線をアンダーパスしながら180度向きを変え、街路への出路と小田原方面への本線への入路に分かれる。通行料金は本線料金所で徴収するため、福浦ICに料金所は設けられていない。福浦ICの小田原寄りは真鶴トンネルで、坑口上部は公園として利用されている。

## 歴史
- 1982年（昭和57年）4月の開通に伴い開設。

## 周辺
- 福浦漁港
- 吉浜海水浴場

## 隣

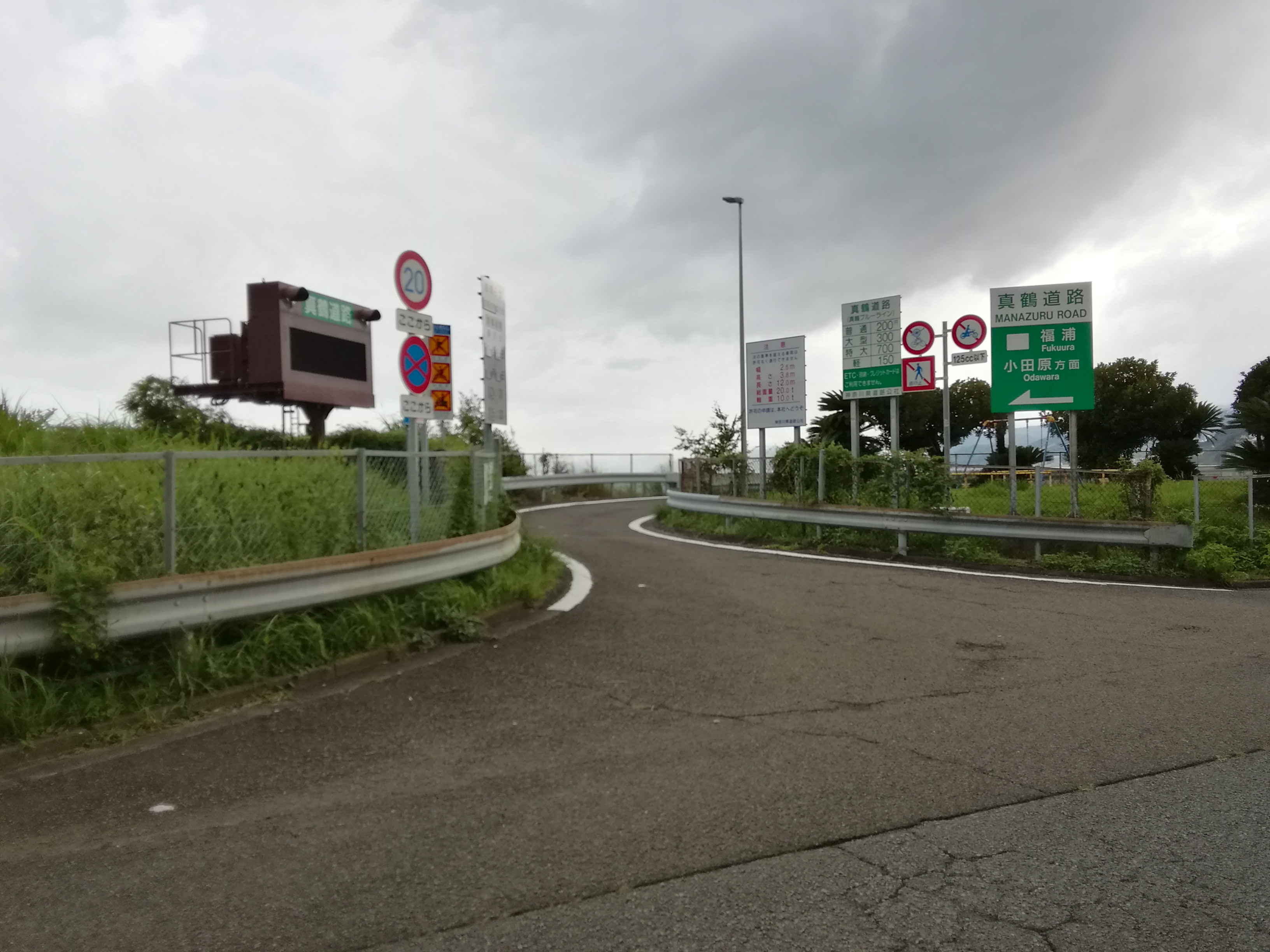
福浦IC入口

真鶴道路
（熱海方面） - 吉浜橋 - 福浦IC - 真鶴トンネル -  岩IC - （小田原方面）

## 通行規制
流出入路が狭く、大型車の通行が不可能である為大型車等はこのICを通行することができない。